# Municipio de Oneida (Dakota del Sur)
El municipio de Oneida (en inglés: Oneida Township) es un municipio ubicado en el condado de Sanborn en el estado estadounidense de Dakota del Sur. En el año 2010 tenía una población de 27 habitantes y una densidad poblacional de 0,29 personas por km².

## Geografía
El municipio de Oneida se encuentra ubicado en las coordenadas 44°4′32″N 98°1′46″O / 44.07556, -98.02944. Según la Oficina del Censo de los Estados Unidos, el municipio tiene una superficie total de 92.94 km², de la cual 92,36 km² corresponden a tierra firme y (0,62 %) 0,57 km² es agua.

## Demografía
Según el censo de 2010, había 27 personas residiendo en el municipio de Oneida. La densidad de población era de 0,29 hab./km². De los 27 habitantes, el municipio de Oneida estaba compuesto por el 100 % blancos. Del total de la población el 0 % eran hispanos o latinos de cualquier raza.